# Pomme d'amour
Pour les articles homonymes, voir Pomme d'amour (homonymie).

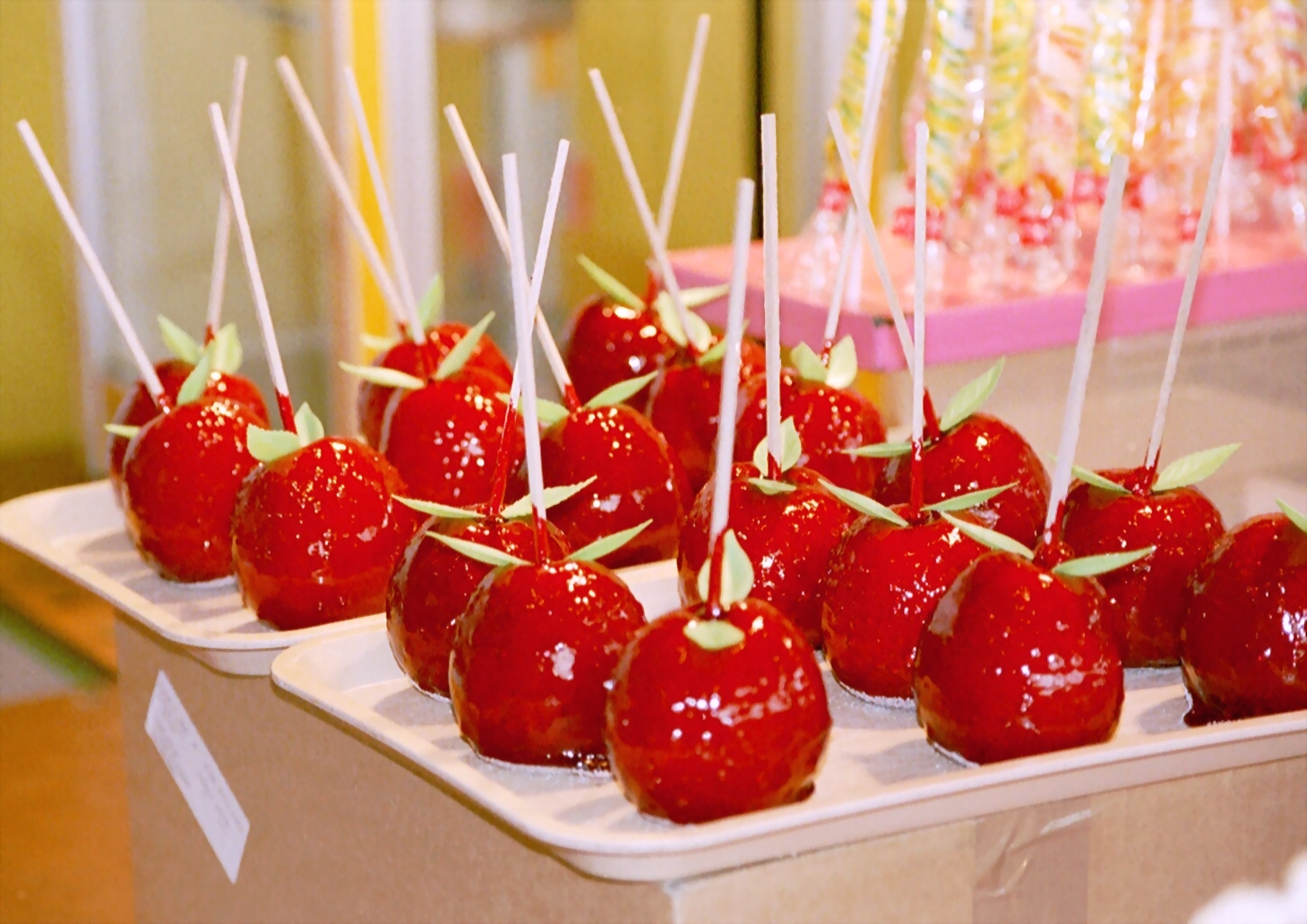
Pommes d'amour sur un étal, Porte de Versailles.

La pomme d’amour, aussi appelée pomme sucrée ou pomme de tire au Québec, est une confiserie constituée d'une pomme fraîche entourée de sucre caramélisé, souvent coloré en rouge vif.

## Description
Elle est piquée d'un bâtonnet de bois qui permet de la tenir en main et est principalement vendue dans les foires et les fêtes foraines.
La pomme d'amour peut aussi être trempée dans le chocolat durci, noir ou au lait. C'est sous cette forme qu'on la trouve en Irlande par exemple.

## Historique
Selon certaines sources, les pommes d’amour seraient nées en 1908 à Newark, dans le New Jersey, sous le nom de candy apple,
quand le confiseur américain William W. Kolb eut l’idée de tremper une pomme dans les bonbons qu’il préparait. Toutefois, on trouve mention dans les années 1890 de pommes au caramel (en anglais : toffee apple) vendues à Londres.
Le terme français de « pomme d’amour » désignait originellement la tomate et a été repris pour cette confiserie, qui lui ressemble par la forme et la couleur. L’association de cette friandise à l’amour semble propre à la France.